# Riyadh Sharahili
Riyadh Mohammed Mohammed Husami Sharahili (in arabo رياض محمد محمد حسامي شراحيلي‎?; Riyadh, 28 aprile 1993) è un calciatore saudita, centrocampista del Neom.

## Caratteristiche tecniche
È un mediano.

## Carriera

### Club
Ha giocato nella prima divisione saudita.

### Nazionale
Nel settembre del 2022 viene convocato dalla Nazionale saudita, con la cui maglia esordisce partendo da titolare nell'amichevole pareggiata contro l'Ecuador.
Successivamente viene inserito nella lista dei convocati per il campionato del Mondo 2022.

## Statistiche

### Presenze e reti nei club
Statistiche aggiornate al 3 agosto 2025.
| Stagione         | Squadra          | Campionato       | Campionato | Campionato | Coppe nazionali | Coppe nazionali | Coppe nazionali | Coppe continentali | Coppe continentali | Coppe continentali | Altre competizioni | Altre competizioni | Altre competizioni | Totale | Totale | Totale |
| Stagione         | Squadra          | Comp             | Pres       | Reti       | Comp            | Pres            | Reti            | Comp               | Pres               | Reti               | Comp               | Pres               | Reti               | Pres   | Reti   |        |
| ---------------- | ---------------- | ---------------- | ---------- | ---------- | --------------- | --------------- | --------------- | ------------------ | ------------------ | ------------------ | ------------------ | ------------------ | ------------------ | ------ | ------ | ------ |
| 2015-2016        | Al-Fateh         | SPL              | 5          | 0          | KC              | 1               | 0               |                    |                    |                    |                    | -                  | -                  | 6      | 0      |        |
| 2016-2017        | Al-Fateh         | SPL              | 17         | 0          | KC              | 2               | 0               | ACL                | 5                  | 0                  |                    | -                  | -                  | 24     | 0      |        |
| 2017-2018        | Al-Fateh         | SPL              | 18         | 0          | KC              | 2               | 1               |                    | -                  | -                  |                    | -                  | -                  | 20     | 1      |        |
| Totale Al Fateh  | Totale Al Fateh  | Totale Al Fateh  | 41         | 0          |                 | 5               | 1               |                    | 5                  | 0                  |                    | -                  | -                  | 51     | 1      |        |
| mar.-giu.2019    | Al-Faisaly       | SPL              | 0          | 0          | KC              | 0               | 0               |                    | -                  | -                  |                    | -                  | -                  | 0      | 0      |        |
| 2019-2020        | Al-Adalah        | SPL              | 16         | 1          | KC              | 3               | 0               |                    | -                  | -                  |                    | -                  | -                  | 19     | 1      |        |
| 2020-2021        | Abha             | SPL              | 25         | 4          | KC              | 1               | 0               |                    | -                  | -                  |                    | -                  | -                  | 26     | 4      |        |
| 2021-2022        | Abha             | SPL              | 23         | 2          | KC              | 1               | 0               |                    | -                  | -                  |                    | -                  | -                  | 24     | 2      |        |
| 2022-gen. 2023   | Abha             | SPL              | 12         | 0          | KC              | 1               | 0               |                    | -                  | -                  |                    | -                  | -                  | 13     | 0      |        |
| Totale Abha      | Totale Abha      | Totale Abha      | 60         | 6          |                 | 4               | 0               |                    | -                  | -                  |                    | -                  | -                  | 65     | 6      |        |
| gen.-giu. 2023   | Al-Shabab        | SPL              | 12         | 0          | KC              | 0               | 0               | ACL                | 2                  | -                  |                    | -                  | -                  | 14     | 0      |        |
| 2023-2024        | Al-Shabab        | SPL              | 9          | 0          | KC              | 2               | 0               | -                  | -                  | -                  |                    | -                  | -                  | 11     | 0      |        |
| Totale Al-Shabab | Totale Al-Shabab | Totale Al-Shabab | 21         | 0          |                 | 2               | 0               |                    | 2                  | 0                  |                    | -                  | -                  | 25     | 0      |        |
| 2024-2025        | Neom             | PD               | 14         | 0          | KC              | 0               | 0               | -                  | -                  | -                  |                    | -                  | -                  | 14     | 0      |        |
| 2025-2026        | Neom             | SPL              | 0          | 0          | KC              | 0               | 0               | -                  | -                  | -                  |                    | -                  | -                  | 0      | 0      |        |
| Totale Neom      | Totale Neom      | Totale Neom      | 14         | 0          |                 | 0               | 0               |                    | 0                  | 0                  |                    | -                  | -                  | 14     | 0      |        |
| Totale carriera  | Totale carriera  | Totale carriera  | 152        | 7          |                 | 14              | 1               |                    | 7                  | 0                  |                    | -                  | -                  | 173    | 8      |        |

### Cronologia presenze e reti in nazionale
| Cronologia completa delle presenze e delle reti in nazionale ― Arabia Saudita | Cronologia completa delle presenze e delle reti in nazionale ― Arabia Saudita | Cronologia completa delle presenze e delle reti in nazionale ― Arabia Saudita | Cronologia completa delle presenze e delle reti in nazionale ― Arabia Saudita | Cronologia completa delle presenze e delle reti in nazionale ― Arabia Saudita | Cronologia completa delle presenze e delle reti in nazionale ― Arabia Saudita | Cronologia completa delle presenze e delle reti in nazionale ― Arabia Saudita | Cronologia completa delle presenze e delle reti in nazionale ― Arabia Saudita |
| Data                                                                          | Città                                                                         | In casa                                                                       | Risultato                                                                     | Ospiti                                                                        | Competizione                                                                  | Reti                                                                          | Note                                                                          |
| ----------------------------------------------------------------------------- | ----------------------------------------------------------------------------- | ----------------------------------------------------------------------------- | ----------------------------------------------------------------------------- | ----------------------------------------------------------------------------- | ----------------------------------------------------------------------------- | ----------------------------------------------------------------------------- | ----------------------------------------------------------------------------- |
| 23-9-2022                                                                     | Murcia                                                                        | Arabia Saudita                                                                | 0 – 0                                                                         | Ecuador                                                                       | Amichevole                                                                    | -                                                                             | 89’                                                                           |
| 27-9-2022                                                                     | Murcia                                                                        | Arabia Saudita                                                                | 0 – 0                                                                         | Stati Uniti                                                                   | Amichevole                                                                    | -                                                                             |                                                                               |
| 26-10-2022                                                                    | Abu Dhabi                                                                     | Arabia Saudita                                                                | 1 – 1                                                                         | Albania                                                                       | Amichevole                                                                    | -                                                                             |                                                                               |
| 30-10-2022                                                                    | Abu Dhabi                                                                     | Arabia Saudita                                                                | 0 – 0                                                                         | Honduras                                                                      | Amichevole                                                                    | -                                                                             |                                                                               |
| 6-11-2022                                                                     | Abu Dhabi                                                                     | Arabia Saudita                                                                | 1 – 0                                                                         | Islanda                                                                       | Amichevole                                                                    | -                                                                             | 68’                                                                           |
| 30-11-2022                                                                    | Lusail                                                                        | Arabia Saudita                                                                | 1 – 2                                                                         | Messico                                                                       | Mondiali 2022 - 1º turno                                                      | -                                                                             | 37’                                                                           |
| 6-1-2023                                                                      | Bassora                                                                       | Yemen                                                                         | 0 – 2                                                                         | Arabia Saudita                                                                | Coppa delle nazioni del Golfo 2023                                            | -                                                                             | Cap.                                                                          |
| 9-1-2023                                                                      | Bassora                                                                       | Arabia Saudita                                                                | 0 – 2                                                                         | Iraq                                                                          | Coppa delle nazioni del Golfo 2023                                            | -                                                                             | Cap.                                                                          |
| 12-1-2023                                                                     | Bassora                                                                       | Arabia Saudita                                                                | 1 – 2                                                                         | Oman                                                                          | Coppa delle nazioni del Golfo 2023                                            | -                                                                             | Cap. 66’                                                                      |
| 24-3-2023                                                                     | Gedda                                                                         | Arabia Saudita                                                                | 1 – 2                                                                         | Venezuela                                                                     | Amichevole                                                                    | -                                                                             |                                                                               |
| Totale                                                                        |                                                                               | Presenze                                                                      | 10                                                                            |                                                                               | Reti                                                                          | 0                                                                             |                                                                               |